# Greatest Hits (Pitbull)
Greatest Hits è la terza raccolta del rapper e cantante statunitense Pitbull, pubblicata il 1º dicembre 2017 dalla RCA.

## Accoglienza
| Recensione | Giudizio |
| ---------- | -------- |
| AllMusic   |          |

Neil Z. Yeung, giornalista di AllMusic, ha assegnato alla raccolta quattro stelle su cinque, lodando la semplicità del disco e definendo «innegabile» ed «inarrestabile» la positività dell'artista.
Greatest Hits è apparso nella lista di Billboard riguardante le peggiori copertine dell'anno; nell'articolo, Tatiana Cirisano ha trovato «esagerata» la presenza di Pitbull in cinque pose diverse.

## Tracce
1. Give Me Everything (feat. Ne-Yo, Afrojack & Nayer) – 4:12
2. Timber (feat. Kesha) – 3:34
3. I Know You Want Me (Calle Ocho) – 3:57
4. Don't Stop the Party (feat. TJR) – 3:25
5. Hotel Room Service – 3:58
6. Hey Baby (Drop It to the Floor) (feat. T-Pain) – 3:54
7. Rain Over Me (feat. Marc Anthony) – 3:51
8. Time of Our Lives (con Ne-Yo) – 3:49
9. International Love (feat. Chris Brown) – 3:48
10. Feel This Moment (feat. Christina Aguilera) – 3:49
11. Fireball (feat. John Ryan) – 3:55
12. Jungle (con gli Stereotypes) (feat. E-40 & Abraham Mateo) – 3:29
13. Locas (feat. Lil Jon) – 3:35

Traccia bonus nell'edizione giapponese
1. Celebrate – 3:11 (3:11)

## Classifiche

### Classifiche settimanali
| Classifica (2021-25) | Posizione massima |
| -------------------- | ----------------- |
| Australia            | 6                 |
| Canada               | 13                |
| Irlanda              | 6                 |
| Regno Unito          | 25                |
| Stati Uniti          | 77                |

### Classifiche di fine anno
| Classifica (2021) | Posizione |
| ----------------- | --------- |
| Australia         | 60        |
| Canada            | 46        |
| Irlanda           | 43        |
| Stati Uniti       | 148       |
| Classifica (2022) | Posizione |
| Australia         | 50        |
| Canada            | 32        |
| Stati Uniti       | 127       |
| Classifica (2023) | Posizione |
| Australia         | 50        |
| Canada            | 32        |
| Regno Unito       | 77        |
| Stati Uniti       | 132       |
| Classifica (2024) | Posizione |
| Australia         | 46        |
| Canada            | 32        |
| Regno Unito       | 57        |
| Stati Uniti       | 107       |